# گراز دریایی

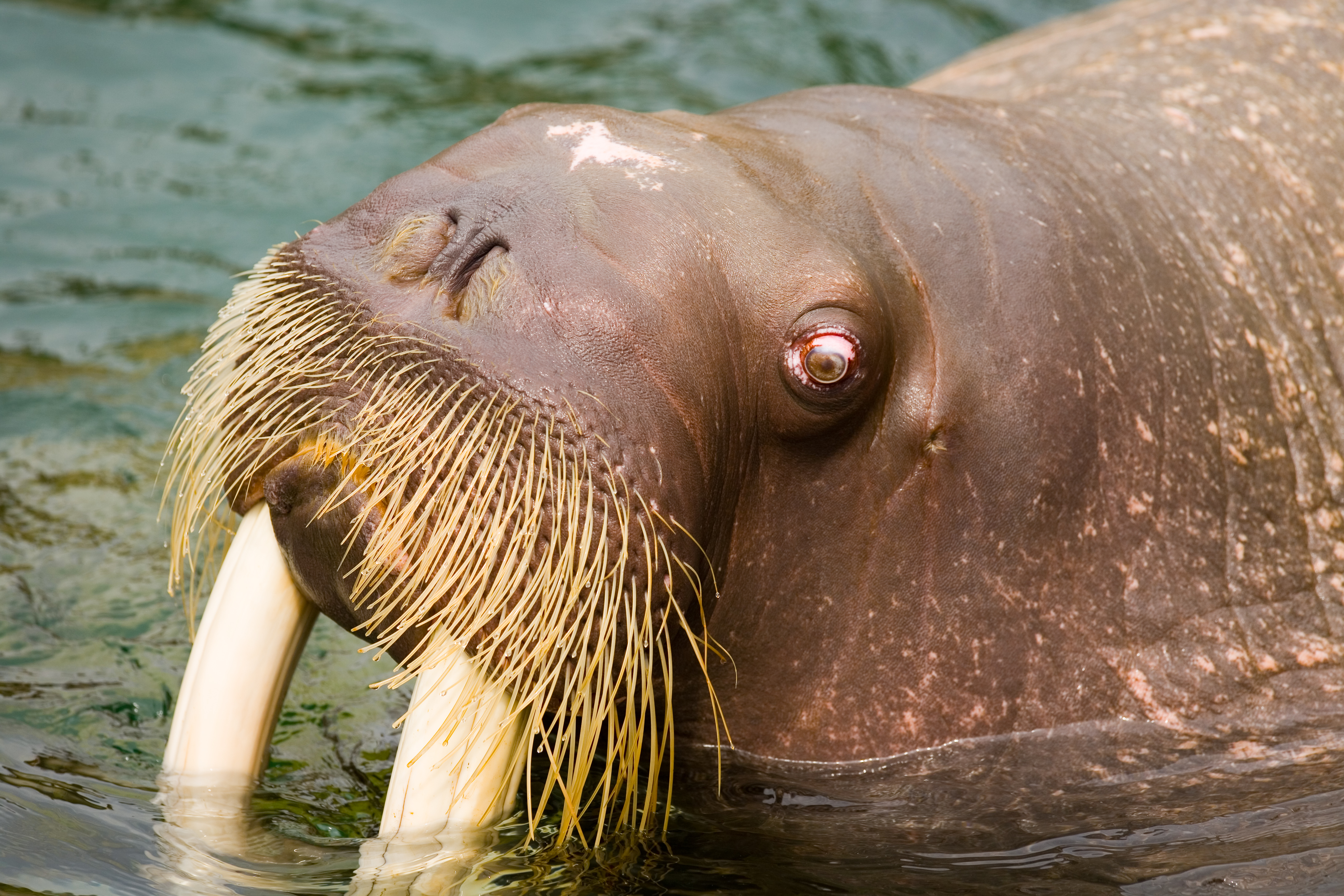
نمای نزدیک شارب‌ها در گراز دریایی

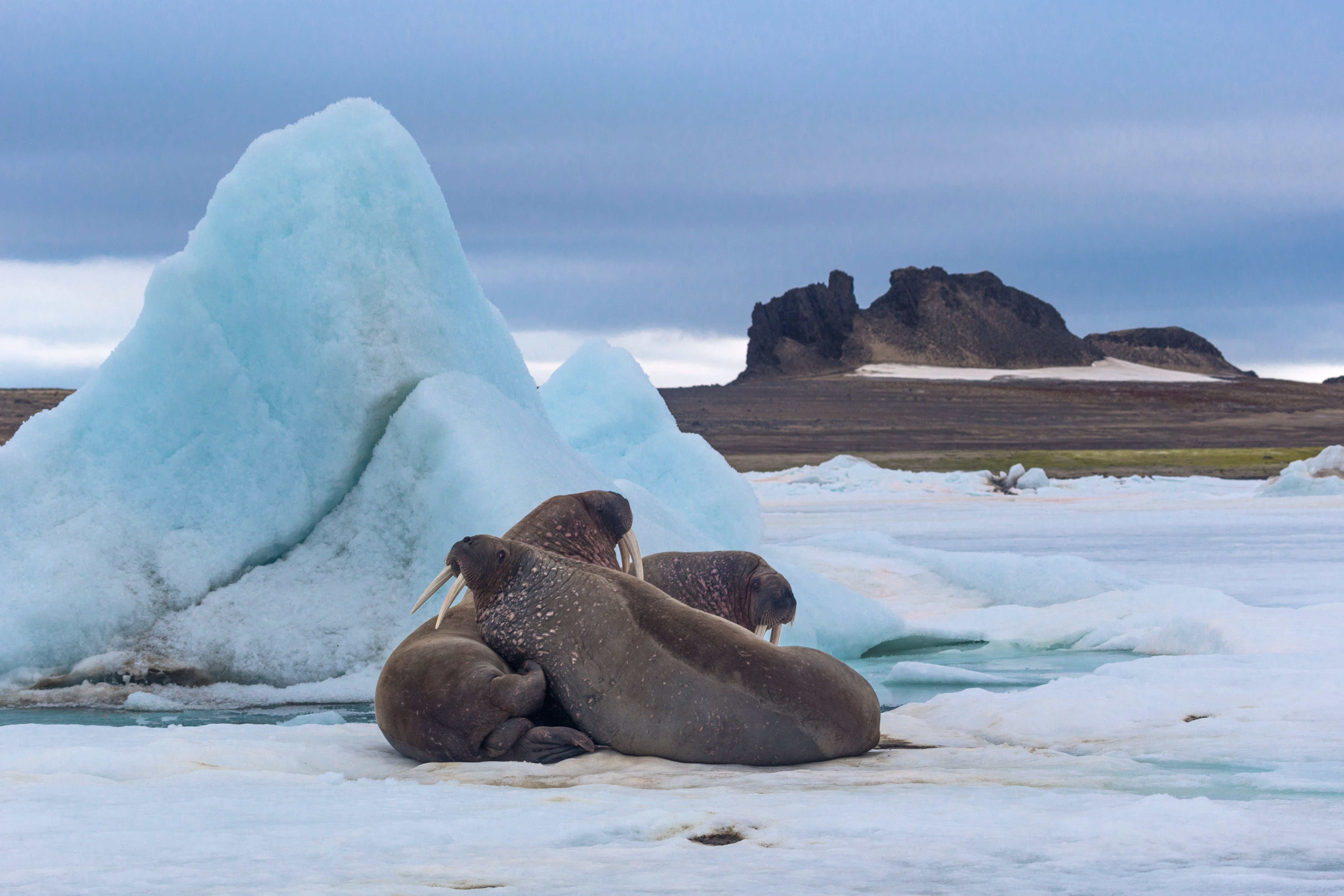
نگاره‌ای از سه گُراز دریایی در سرزمین فرانتس یوزف.این گونه از پستانداران در ناحیهٔ پیرامون قطب شمال زندگی می‌کنند. وضعیت بقا گُرازهای دریایی در گونهٔ در معرض خطر طبقه‌بندی شده است.

گُراز دریایی (نام علمی: Odobenus rosmarus) یا والروس (به انگلیسی: Walrus) یک پستاندار بزرگ دریایی است.
زیستگاه این جانور ناحیهٔ پیرامون قطب شمال است.
گراز دریایی به بالاخانوادهٔ خوکان دریایی (Pinnipedia) تعلق دارد. این جانور به سادگی از عاجهای بزرگ، سبیل‌های بلند و بدن بزرگش شناخته می‌شود. نوع بالغ اقیانوس آرام آن می‌تواند تا ۴ تن وزن داشته باشد و در میان خوکان دریایی تنها فیل دریایی از آن بزرگ‌تر است. بیشتر زندگیش را روی یخ‌ها می‌گذراند و عمری نسبتاً طولانی دارد و جانوری اجتماعی می‌باشد.